# 1959
1959 (MCMLIX) var ett normalår som började en torsdag i den gregorianska kalendern.

## Händelser

### Januari
- 1 januari

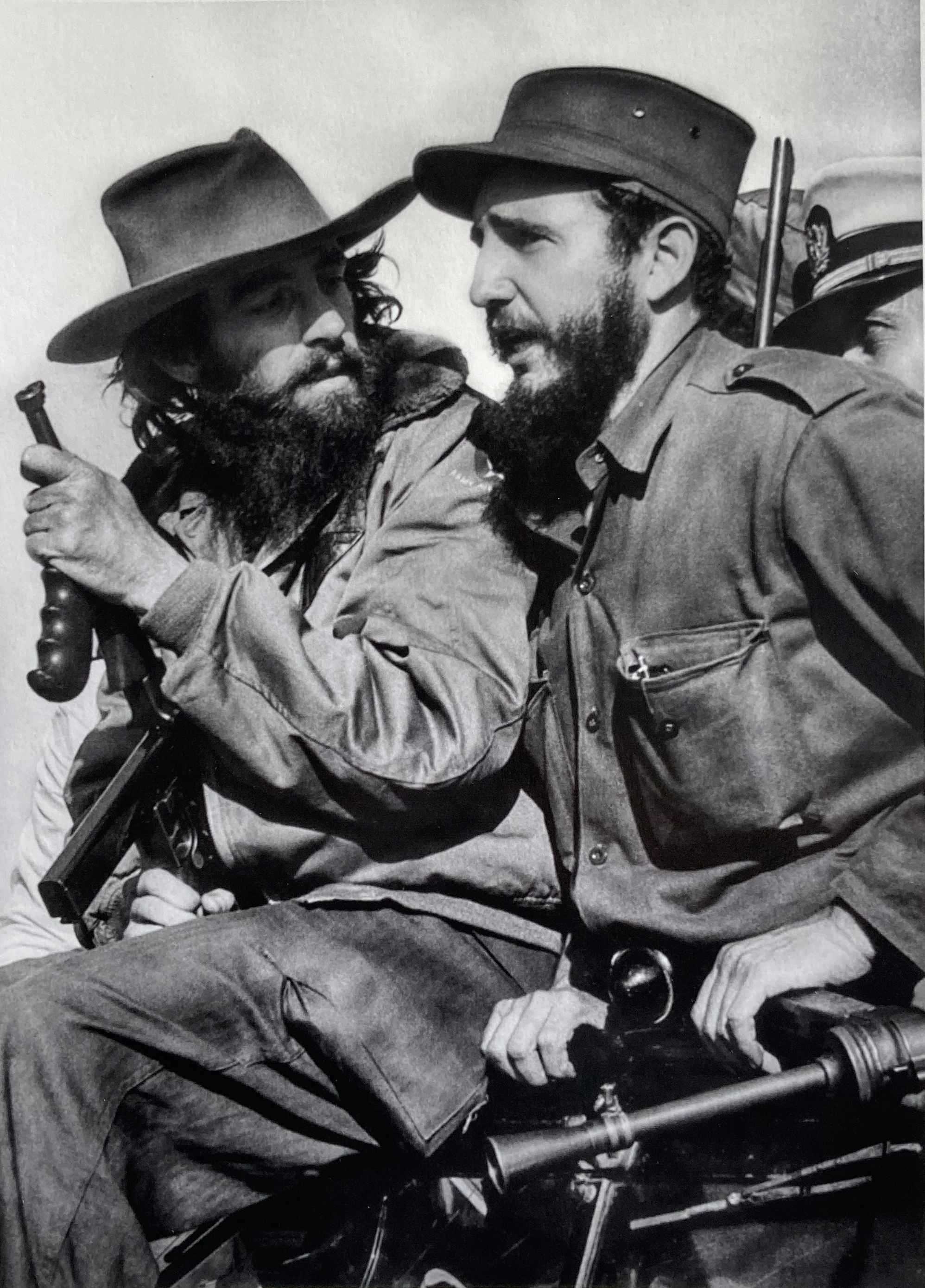
Kubanska revolutionen.

  - Kubas president Fulgencio Batista flyr från landet och lämnar därmed Havanna öppet för Fidel Castro [1].
  - EEC börjar fungera, tullarna sänks med 10 % [2].
- 2 januari
  - Fidel Castro blir Kubas nye ledare [3].
  - Obemannade sovjetiska rymdsonden Luna 1 passerar månen [2].

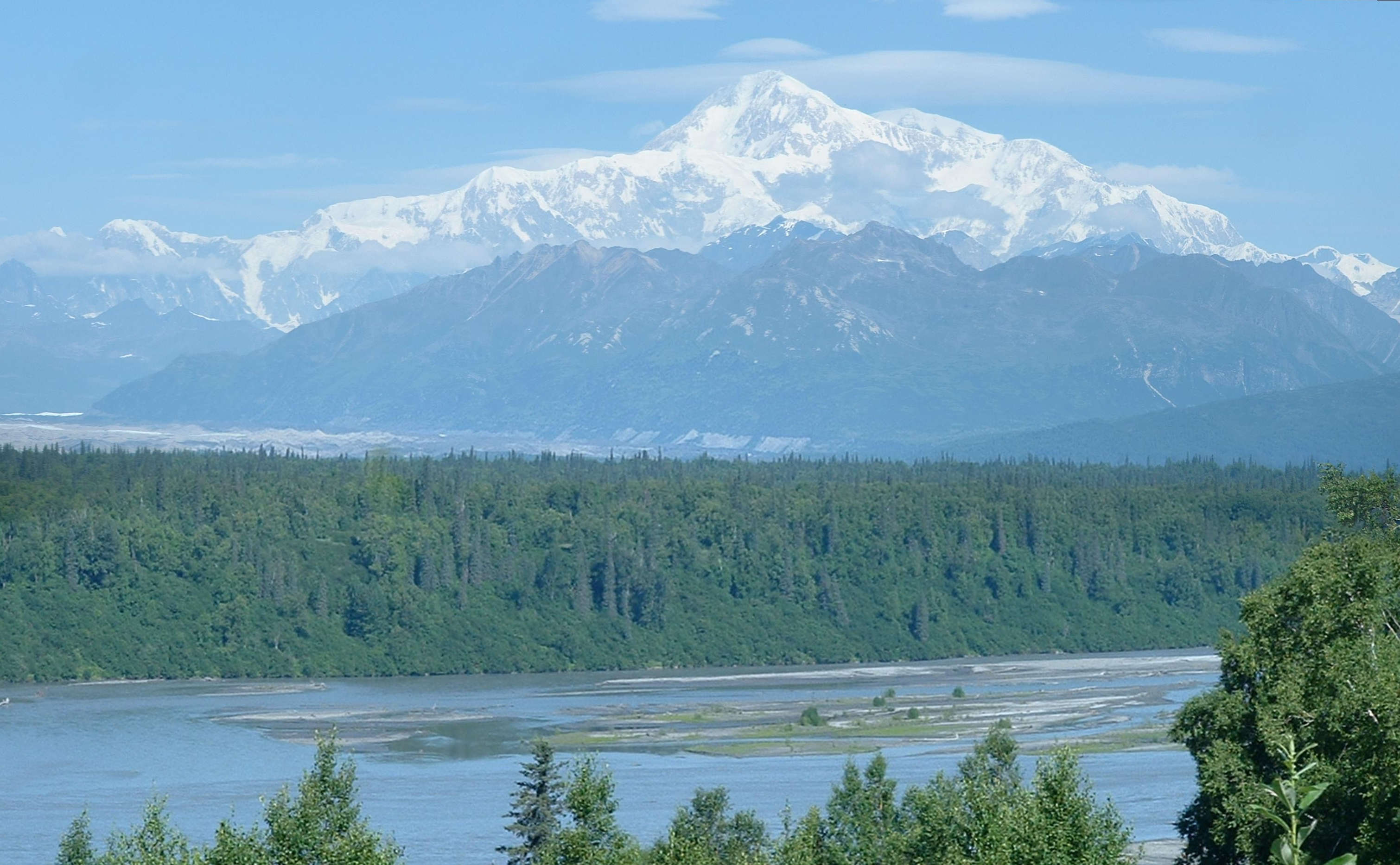
Alaska blir USA:s 49:e delstat.

- 3 januari – Alaska blir den 49:e delstaten att ingå i den amerikanska unionen.
- 8 januari – Charles de Gaulle tillträder vid 68 års ålder officiellt som fransk president för de kommande 7 åren.
- 10 januari – Den svenska statsverkspropositionen innehåller ett ofinansierat budgetunderskott på 2,4 miljarder SEK [4].
- 29 januari – Ingemar Johansson och Floyd Patterson undertecknar kontraktet om en titelmatch i USA.
- 30 januari – 95 personer omkommer då danska fartyget MS Hans Hedtoft kolliderar med ett isberg utanför Grönlands kust och sjunker [5].
- Januari – Folkpartisten Ture Königson förklarar att han inte tänker rösta mot den svenska regeringens ATP-förslag, om det ställs mot Högerpartiets eller Centerpartiets förslag.

### Februari
- 14 februari
  - Fidel Castro tar makten i Kuba [2].
  - Musikalen My Fair Lady har Stockholmspremiär på Oscars i närvaro av kung Gustaf VI Adolf.
- 19 februari – Vid en konferens i London med brittiska, grekiska och turkiska deltagare förklaras den konfliktdrabbade ön Cypern som självständig, efter att sedan 1878 ha varit brittisk besittning [3].
- 26 februari – 68 personer omkommer då en Lockheed Constellation från Trans World Airlines bryts itu och störtar [5].

### Mars

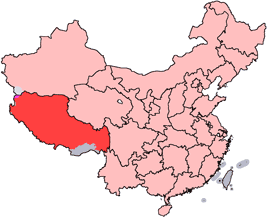
Tibetanska upproret 1959.

- 1 mars – Vasaloppet kommer upp i över 1.000 deltagare för första gången.
- 8 mars – Ett militärt kuppförsök görs i Irak, vilket dock slås ned två dagar senare.
- 9 mars – Barbiedockan presenteras i USA.
- 10 mars – Ett uppror mot det kinesiska styret i Tibet bryter ut i Lhasa [2].
- 12 mars – Eurovision Song Contest äger rum i Cannes och direktsänds för första gången i svensk TV. Brita Borg sjunger det svenska bidraget Augustin [1], som slutar på en nionde plats. Nederländernas bidrag "Een beetje" med Teddy Scholten vinner tävlingen.
- 15 mars – Sommartid införs i Norge.

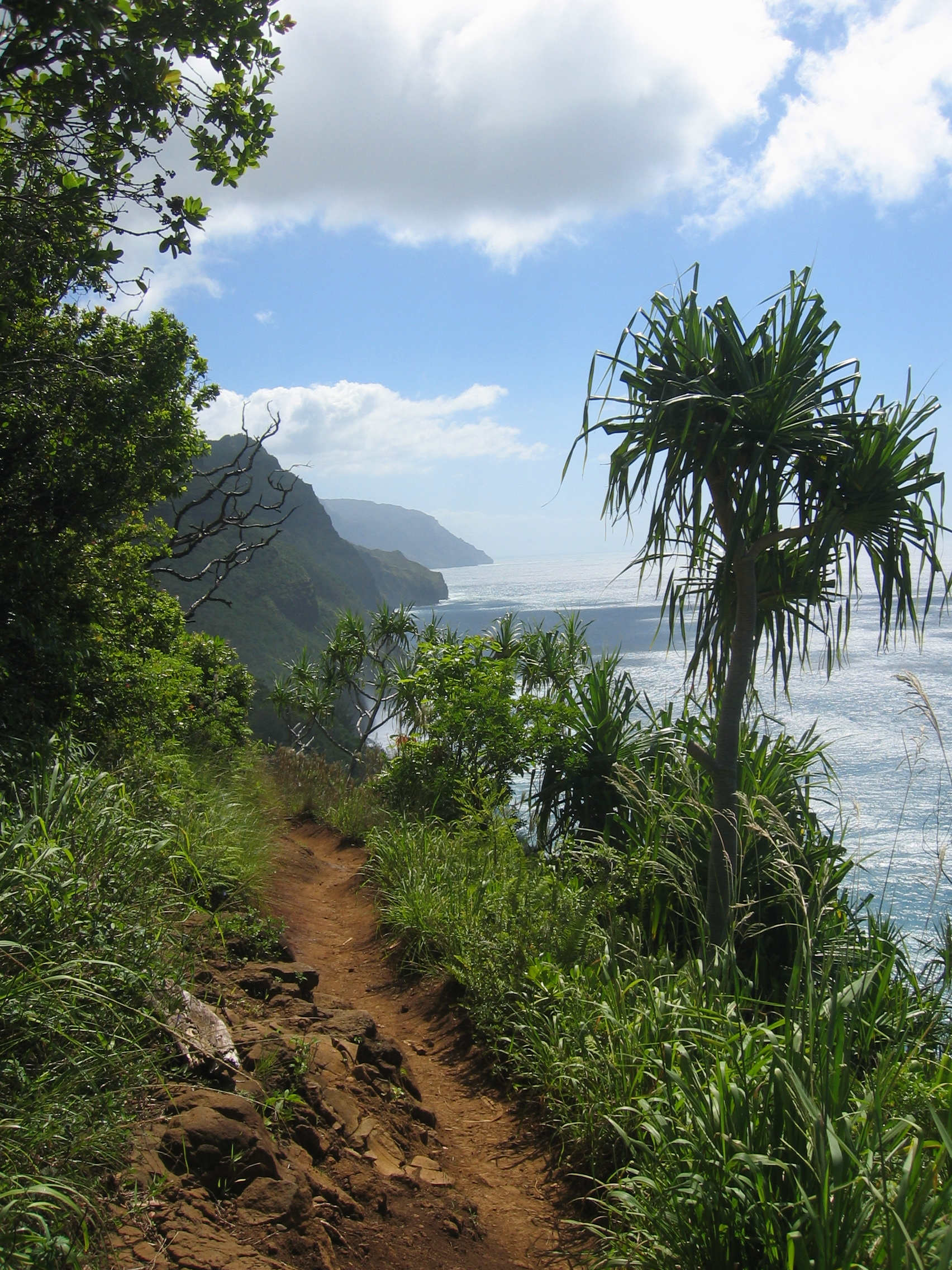
Hawaii blir USA:s 50:e delstat.

- 18 mars – Hawaii blir USA:s 50:e delstat [3].
- 20 mars – Dalai Lama flyr [2].
- 27 mars – Dalai Lama flyr från Tibet till Indien på grund av den kinesiska invasionen.
- Mars – Den svenska jordbruksfrågan löses genom att man undertecknar det så kallade sexårsavtalet.

### April
- 1 april – 3 300 personer omkommer vid våldsamt oväder i Madagaskar [6].
- 6 april – USA:s högsta domstol avslår på nytt en nådeansökan från den sedan 1948 dödsdömde författaren Caryl Chessman.
- 8 april – Till följd av den hela tiden ökande biltrafiken beslutar den svenska riksdagen om en stor upprustning av det svenska vägnätet [4].
- 12 april – Hötorgscity i Stockholm invigs [4].
- 14 april – Mau-Mau-rörelsens ledare Jomo Kenyatta friges efter sex år i fängelse [1].
- 30 april – Trädgårds- och landskapsarkitekturutställningen BUGA 1959 i Dortmund invigs med bl.a. utsiktstornet Floriantornet (med världens första roterande restaurang).

### Maj
- 14 maj – Sveriges riksdag godkänner den svenska regeringens proposition om ATP med röstsiffrorna 115-114. Folkpartisten Ture Königson lägger ner sin röst [3]. Slutdebatten har pågått i två dagar.
- 22 maj – Författaren och litteraturkritikern Sven Stolpes doktorsavhandling "Från stoicism till mystik" om drottning Kristina väcker stor uppståndelse, där han beskriver hennes konventerande [7].
- 31 maj – Joakim Bonnier blir i Nederländerna förste svensk att vinna en VM-deltävling i Formel 1 [1].
- 28 maj – Två dresserade apor överlever en 15 minuter lång rymdfärd med en amerikansk Jupiterraket [3].
- Maj
  - Den svenske finansministern Gunnar Sträng framhåller att svenska staten behöver ytterligare en miljard i inkomst.
  - Folkpartiet accepterar ATP-beslutet, medan varken Högerpartiet eller Centerpartiet gör det.

### Juni
- 3 juni – Singapore blir självstyrande [2].
- 11 juni – Sveriges regering ger tillstånd till inrättande av ett musikgymnasium i Adolf Fredriks skola [4].
- 18 juni – 129 personer omkommer då en Douglas C-124 Globemaster II från USA:s flygvapen störtar nära Tokyo, Japan [5].
- 23 juni – Den sedan 1950 fängslade atomspionen Klaus Fuchs friges och beger sig genast från London till Östberlin.
- 26 juni – Ingemar Johansson, Sverige blir världsmästare i tungviktsboxning genom att knocka Floyd Patterson, USA i tredje ronden på Yankee Stadium i New York [3].
- 29 juni – Den algeriske rebelledaren Ben Bella och 1 400 andra algeriska fångar hungerstrejkar i franskt fängelse för att få bättre villkor.

### Juli

Frihandelsområdet EFTA bildas.

- 1 juli – Olle Möller anhålls för mord på Fjugestafrun Ruth Lind. Han häktas den 10 juli.
- 13 juli – Frankrikes president Charles de Gaulle beviljar amnesti för 5 000 algeriska fångar.
- 14 juli – 10 obeväpnade civila dödas i en massaker utförd av grupper med kurdiska och kommunistiska milismän under Mustafa Barzanis ledarskap.[8]
- 19 juli – Sovjets ledare Nikita Chrusjtjov inställer ett officiellt besök i Sverige, sedan inbjudan till honom har kritiserats kraftigt av framförallt Högerns Jarl Hjalmarson.
- 21 juli – Frihandelsområdet EFTA bildas vid en ministerkonferens i Saltsjöbaden av Danmark, Norge, Portugal, Schweiz, Storbritannien, Sverige och Österrike [3]. Dessa stater är inte med i EEC [4].
- 22 juli
  - Den amerikanske vicepresidenten Richard Nixon besöker Sovjetunionen.
  - Fransmännen inleder sin hittills största offensiv mot de algeriska rebellstyrkorna.
- 31 juli – Den baskiska separatistorganisationen ETA bildas.

### Augusti
- 2 augusti
  - Amerikanske vicepresidenten Nixon anländer till Warszawa i Polen och får ett ovationsartat mottagande.
  - Kommunistinspirerade oroligheter utbryter i det indokinesiska kungadömet Laos.
- 8 augusti
  - Över 2 000 personer omkommer vid översvämningar i Taiwan [6].
  - Omkring 300 raggare i stora amerikanska bilar ställer till bråk vid motortävlingen Kanonloppet i Karlskoga [4]. Polis måste kallas in, sedan 1958 har fenomenet med skinnknuttar som byter ut sina motorcyklar mot amerikanska bilar blivit allt vanligare i Sverige.
- 17 augusti – Sveriges första "riksdag" för skolelever anordnas av elevorganisationen SECO (Sveriges Elevers Centralorganisation) [3].
- 20 augusti – Bärgningen av regalskeppet Vasa, som sjönk den 10 augusti 1628, påbörjas.
- 21 augusti – Hawaii blir den 50:e delstaten att ingå i den amerikanska unionen.
- 26 augusti
  - Över 5 000 personer omkommer vid en tyfon över Nagoya [6].
  - USA:s president Dwight D. Eisenhower anländer till Bonn där stora folkmassor ger honom ett hjärtligt mottagande.
- 28 augusti – Kinesiska truppstyrkor tränger in över den indiska gränsen.

### September
- 4 september – Laos begär militär hjälp hos FN för att stoppa det kommunistiska anfallet.
- 10 september – Den svenska regeringen vägrar godta högerledaren Jarl Hjalmarson som delegat till FN:s generalförsamling på grund av hans utrikespolitiska uttalanden [4].
- 14 september – Den sovjetiska rymdsonden Luna 2 kraschlandar som första sond på månytan.
- 15 september
  - Nikita Chrusjtjov inleder ett 12 dagar långt besök i USA. Först möts han med kallsinne, men sedan blir stämningen mer vänskaplig.
  - I Houston i delstaten Texas i USA dödas sex människor då en man utlöser en bomb vid skolan "Edgar Allan Poe Elementary School". Mannen själv är en av de omkomna.
- 25 september – Sveriges andra atomreaktor startas vid AB Atomenergis forskningsstation i Studsvik [4].
- 26 september – Svea hovrätt meddelar att Olle Möller skall stanna i häktet.
- 27 september – Över 5 000 personer omkommer vid en tyfon över Honshu [6].
- 29 september – Karlstadspyromanen grips och erkänner 22 bränder.

### Oktober
- 1 oktober – Hörbymasten blir Europas högsta byggnadsverk med 324 meter.
- 3 oktober – Radioprogrammet "Över alla gränser" sänds av SR och NRK från Fredsriket Morokulien, med programledarna Lennart Hyland och Randi Kolstad.
- 4 oktober – Den sovjetiska rymdsonden Lunik 3, som skall runda månen och sända fotografier från dess baksida, skickas upp [2].
- 6 oktober – Sovjetiska rymdsonden Luna 3 tar de första bilderna av månens baksida [2].
- 10 oktober – Kaliforniens guvernör Edmund Brown beslutar att ta upp den dödsdömde Caryl Chessmans fall. Han avslår Chessmans nådeansökan den 19 oktober.
- 15 oktober – Olle Möller åtalas för mordet på fru Ruth Lind.
- 16 oktober – Vilhelm Mobergs roman Sista brevet till Sverige, som handlar om migrationen från Sverige till Nordamerika, utkommer och är sista delen i hans romanserie om migrationen [3].
- 18 oktober – Sovjetiska rymdsonden Luna 3 lyckas ta bilder på månens baksida [3].
- 21 oktober – Högsta domstolen i Washington ger Chessman ytterligare en tids uppskov.
- 28 oktober – Rättegången mot Olle Möller inleds i tingshuset i Hallsberg.

### November
- 10 november – Mau-Mau-upproret i Kenya slås ner av Storbritannien [3].
- 13 november – Olle Hellboms film Raggare har premiär [1].
- 15 november – Premiär för spelformen V5.[9][10]
- 16 november – Musikalen Sound of Music har urpremiär på Broadway i New York.
- 17 november – FN:s generalförsamling fördömer i en resolution Sydafrikas raspolitik.

### December
- 1 december

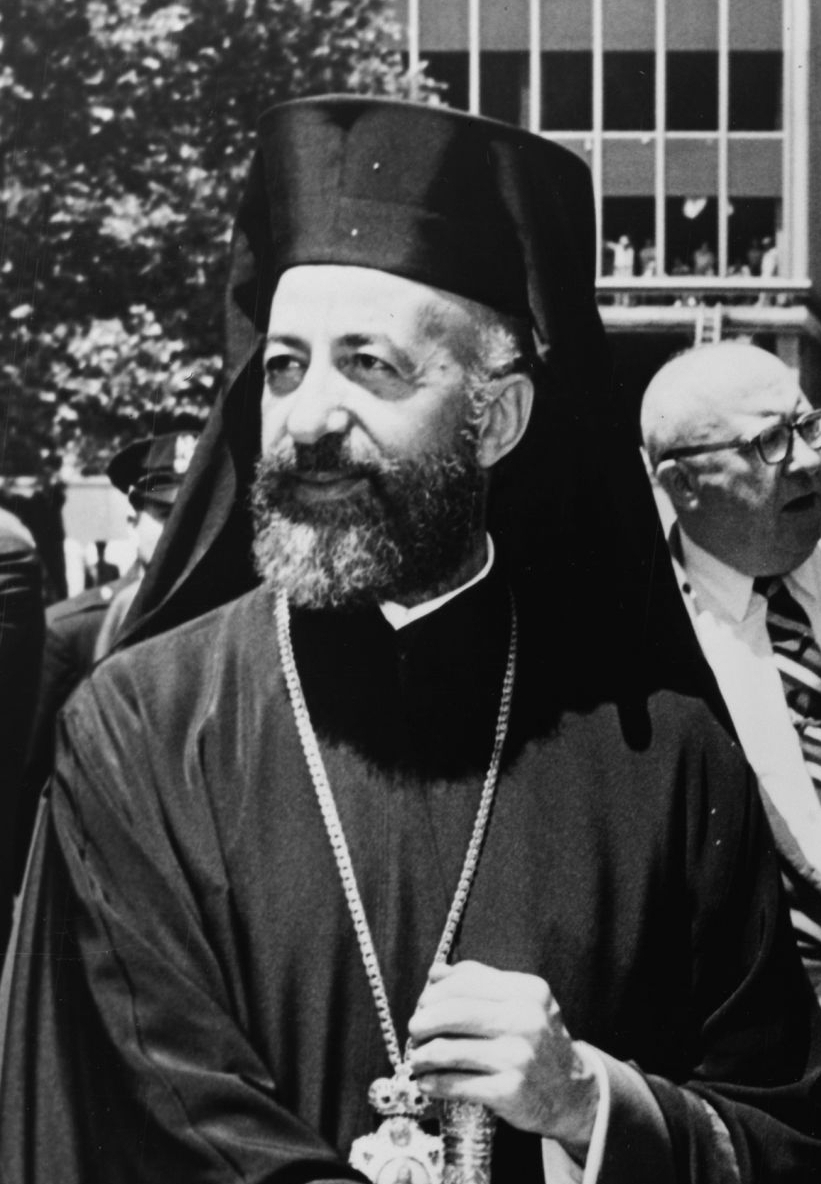
Ärkebiskop Makarios väljs till Cyperns förste president.

  - Den svenska riksdagen beslutar att införa en omsättningsskatt (Moms) på 4 %, sedan regeringen hotat att avgå, om förslaget inte antas.
  - Antarktis-fördraget, som innebär att kontinenten avsätts som område för vetenskaplig forskning och förbjuder militär aktivitet, undertecknas av 12 stater, däribland USA och Sovjetunionen.
- 4 december – Malpausetdammen intill staden Fréjus på franska rivieran brister och en 15 meter hög våg av vatten och slam dränker staden. Katastrofen kostar över 400 människoliv [1].
- 14 december
  - Ärkebiskop Makarios väljs till Cyperns förste president [3].
  - Den första banan och några byggnader på Stockholms nya flygplats Arlanda invigs.
  - SAP är splittrade i frågan om svensk atombomb och föreslår att man tills vidare bedriver skyddsforskning om svensk atombomb för att kunna fatta beslut senare [4]. En socialdemokratisk kommitté har utrett frågan under ett år då man lägger fram rapporten [7].
- 21 december – Shahen av Iran, Mohammad Reza Pahlavi, gifter sig med den 21-åriga kaptensdottern Farah Diba.
- 25 december – Ett antisemitiskt nidingsdåd utförs i Köln, där den nyinvigda synagogan bemålas med hakkors och smädestext. Detta blir startskottet för en våg av antisemitiskt klotter och hakkors världen över, vilken även når Sverige.
- 26 december – Den amerikanska western-TV-serien Bröderna Cartwright ("Bonanza") har bejublad premiär i Sveriges Radio-TV och blir en långkörare [3].
- 31 december – Herbert Tingsten avgår som chefredaktör för Dagens Nyheter.

### Okänt datum
- USA skickar marinsoldater till Kuba för att undsätta amerikaner under revolutionen i Kuba [11].
- Jarl Hjalmarson kräver KU-anmärkning mot finansminister Gunnar Sträng, eftersom den svenska budgeten är underfinansierad. I Högerns budgetförslag (skuggbudget) vill man spara bort underlaget genom att avskaffa barnbidraget och minska skolmåltider och läromedel samt statsbidrag till kommuner.
- Den svenska besparingsutredningen avger sitt betänkande, som är mycket likt Högerns. Både stats- och finansministern uttalar sig mot förslaget.
- Högerpartiet påbörjar överläggningar om sammanslagningar med de andra borgerliga partierna.
- Man börjar planera att utvidga SAS även till Finland, vilket dock misslyckas.
- Det svenska Studiefrämjandet (SFR) startas genom ombildning av Jordbrukare-Ungdomens Förbund (JUF) studieverksamhet.
- Sveriges första tankfartyg för vinimport, Vinia, sjösätts.
- Kortedala torg i Göteborg invigs [12].
- Rudolf "Putte" Kock börjar tippa i Sveriges Radio-TV [9].
- Skörden blev rekorddålig, cirka hälften mot ett normalår, på grund av den varma och torra sommaren. Kallades "Getingåret".

## Födda

### Första kvartalet

#### Januari
- 1 januari
  - Abdul Ahad Mohmand, afghansk kosmonaut.
  - Azali Assoumani, Komorernas president.
- 5 januari – Clancy Brown, amerikansk skådespelare.
- 6 januari – Johan H:son Kjellgren, svensk skådespelare.
- 7 januari – Lars Ilshammar, svensk historiker.
- 8 januari – Paul Hester, australisk musiker, trummis i Crowded House 1984–1994.
- 9 januari – Göran Hallberg, svensk filmfotograf.
- 10 januari
  - Jeff Kaake, amerikansk skådespelare.
  - Chris Van Hollen, amerikansk demokratisk politiker.
- 12 januari
  - Per Gessle, svensk musiker och låtskrivare.
  - Ralf Moeller, tysk skådespelare.
- 16 januari – Sade Adu, brittisk sångerska.
- 20 januari – Joel Rifkin, amerikansk seriemördare.
- 22 januari – Linda Blair, amerikansk skådespelare.
- 23 januari – Robert Funaro, amerikansk skådespelare.
- 24 januari – Nastassja Kinski, tysk skådespelare.
- 26 januari
  - Adnan Dirjal, irakisk fotbollsspelare och -tränare.
  - Jan Mybrand, svensk skådespelare.
- 27 januari – Göran Hägglund, svensk politiker, partiledare för Kristdemokraterna från 2004.

#### Februari
- 3 februari – Rob Wittman, amerikansk republikansk politiker, kongressledamot 2007–.
- 9 februari – David B., egentligen David Beauchard, fransk serietecknare och författare.
- 12 februari
  - Susanne Alfvengren, svensk (gotländsk) sångerska.
  - Sigrid Thornton, australiensisk skådespelare.
- 13 februari – Peter Apelgren, svensk komiker.
- 14 februari – Renée Fleming, amerikansk operasångerska, sopran.
- 15 februari – Joseph R. Gannascoli, amerikansk skådespelare.
- 16 februari – John McEnroe, amerikansk tennisspelare.
- 17 februari – Charlotta Denward, svensk filmkonsulent och producent.
- 20 februari – Scott Brayton, amerikansk racerförare.
- 21 februari – Stisse Åberg, svensk sportjournalist.
- 22 februari – Kyle MacLachlan, amerikansk skådespelare och regissör.

#### Mars
- 2 mars – Chris Carney, amerikansk demokratisk politiker.
- 5 mars – Vazken Sarksian, armenisk politiker.
- 8 mars – Aidan Quinn, amerikansk skådespelare.
- 11 mars – Dejan Stojanović, serbisk-amerikansk poet, författare, essäist, filosof, affärsman, och journalist.
- 15 mars – Renny Harlin, finländsk-amerikansk filmregissör och filmproducent.
- 16 mars – Jens Stoltenberg, norsk politiker, statsminister 2000–2001 och 2005–2013, Natos generalsekreterare 2014–2024.
- 18 mars
  - Luc Besson, fransk filmregissör.
  - Irene Cara, amerikansk discosångerska och skådespelare.
- 20 mars – Jacques Penot, fransk skådespelare.
- 21 mars – Nobuo Uematsu, japansk kompositör av TV-spelsmusik.
- 22 mars – Matthew Modine, amerikansk skådespelare.
- 23 mars – Catherine Keener, amerikansk skådespelare.
- 25 mars – Micke Dubois, svensk komiker.
- 29 mars – Perry Farrell, amerikansk sångare.
- 31 mars – Dennis Cardoza, amerikansk demokratisk politiker, kongressledamot 2003–2012.

### Andra kvartalet

#### April
- 2 april
  - Nisse Hellberg, svensk låtskrivare och rockartist, grundade Wilmer X.
  - Juha Kankkunen, finländsk rallyförare
- 3 april – David Hyde Pierce, amerikansk skådespelare.
- 10 april – Brian Setzer, amerikansk sångare och gitarrist, frontfigur i Stray Cats.
- 12 april – Anna-Lena Brundin, svensk författare, komiker och sångerska.
- 17 april
  - Sean Bean, brittisk skådespelare.
  - Hans Crispin, svensk inspelningsledare, författare, producent, skådespelare och programledare på TV4.
- 18 april – Susan Faludi, amerikansk feministisk författare.
- 21 april
  - Jens Orback, svensk socialdemokratisk politiker, konsultativt statsråd från 2004.
  - Robert Smith, brittisk musiker, sångare i The Cure.
- 25 april – Randall Terry, amerikansk politiker.
- 26 april – Johan Anderblad, svensk programledare.
- 30 april – Stephen Harper, kanadensisk politiker, premiärminister 2006–2015.

#### Maj
- 3 maj – Sushri Umashri Bharti, indisk politiker.
- 4 maj
  - Inger Nilsson, svensk skådespelare, förkroppsligade Pippi Långstrump.
  - Randy Travis, amerikansk countryartist.
- 7 maj – Johan Schildt, svensk skådespelare.
- 12 maj
  - Åsa Bjerkerot, svensk skådespelare.
  - Ving Rhames, amerikansk skådespelare.
- 14 maj – Patrick Bruel, fransk musiker och skådespelare samt professionell pokerspelare.
- 15 maj – Andrew Eldritch, brittisk vokalist i bandet The Sisters of Mercy.
- 16 maj – Mare Winningham, amerikansk skådespelare och sångerska.
- 20 maj – Israel "Braddah Iz" Kamakawiwo'ole, hawaiiansk ukulelespelare och sångare.
- 21 maj
  - Nick Cassavetes, amerikansk skådespelare, manusförfattare och regissör.
  - Kent Edlund, svensk bandyspelare.
- 22 maj – Steven Patrick Morrissey, brittisk popsångare.
- 23 maj – Daniel Alfredson, svensk filmregissör.
- 24 maj – Pelle Lindbergh, svensk ishockeyspelare.
- 26 maj – Michael Lundholm, svensk nationalekonom och moderat politiker.
- 29 maj
  - Rupert Everett, brittisk skådespelare.
  - Johan Sterte, svensk professor, rektor vid Växjö universitet 2003–2009.
- 30 maj
  - Elyssa Davalos, amerikansk skådespelare.
  - Frank Vanhecke, belgisk politiker, ledare för Vlaams Blok.

#### Juni
- 4 juni – Nad Sylvan, svensk/amerikansk rocksångare.
- 6 juni – Marie Richardson, svensk skådespelare.
- 7 juni
  - Tatiana Drubitj, rysk skådespelare.
  - Mike Pence, amerikansk republikansk politiker.
- 9 juni – Maria Persson, svensk barnskådespelare.
- 11 juni
  - Mike Arcuri, amerikansk demokratisk politiker.
  - Hugh Laurie, brittisk skådespelare.
- 12 juni – Jenilee Harrison, amerikansk skådespelare.
- 14 juni – Håkan Södergren, svensk ishockeyspelare och sportkommentator i TV.
- 20 juni – Van Hilleary, amerikansk republikansk politiker, kongressledamot 1995–2003.
- 21 juni
  - Boel Adler, svensk sångpedagog, musikjournalist och radioproducent.
  - John Baron, brittisk parlamentsledamot för Conservative.
- 22 juni – Ed Viesturs, amerikansk bergsbestigare.
- 23 juni – Duane Whitaker, amerikansk skådespelare.
- 27 juni
  - Janusz Kaminski, polsk-amerikansk filmfotograf.
  - Jeff Miller, amerikansk republikansk politiker, kongressledamot 2001–2017.
  - Jari Myllykoski, finländsk politiker.
- 30 juni – Vincent D'Onofrio, amerikansk skådespelare.

### Tredje kvartalet

#### Juli
- 3 juli – Andreas Wisniewski, tysk skådespelare.
- 7 juli
  - Billy Campbell, amerikansk skådespelare.
  - Alessandro Nannini, italiensk racerförare.
- 8 juli – Pauline Quirke, brittisk skådespelare.
- 9 juli – Scott Garrett, amerikansk republikansk politiker, kongressledamot 2003–2017.
- 10 juli – Sandy West, amerikansk musiker, trummis i The Runaways.
- 11 juli – Suzanne Vega, amerikansk sångerska.
- 12 juli – Charlie Murphy, amerikansk skådespelare och författare.
- 26 juli – Kevin Spacey, amerikansk skådespelare.

#### Augusti
- 1 augusti – Joe Elliott, sångare i Def Leppard.
- 3 augusti – John C. McGinley, amerikansk skådespelare.
- 5 augusti – Pat Smear, amerikansk musiker, gitarrist.
- 7 augusti – Koenraad Elst, belgisk indolog.
- 10 augusti
  - Rosanna Arquette, amerikansk skådespelare.
  - Jens Lind, svensk journalist.
- 12 augusti – Annika Listén, svensk dansare.
- 13 augusti – Danny Bonaduce, amerikansk skådespelare.
- 14 augusti
  - Marcia Gay Harden, amerikansk skådespelare.
  - Magic Johnson, amerikansk basketbollspelare.
- 15 augusti – Scott Altman, amerikansk astronaut.
- 16 augusti – Gunilla Röör, svensk skådespelare.
- 17 augusti – David Koresh, amerikansk sektledare 1986–1993 (Davidianerna).
- 23 augusti
  - John Adler, amerikansk demokratisk politiker.
  - Görel Crona, svensk skådespelare.
- 27 augusti – Gerhard Berger, österrikisk racerförare.
- 28 augusti
  - John Allen Nelson, amerikansk skådespelare.
  - Brian Thompson, amerikansk skådespelare.

#### September
- 2 september – Guy Laliberté, kanadensisk cirkusdirektör, grundare av Cirque du Soleil
- 3 september – Cocoa Tea, jamaicansk reggaeartist.
- 4 september – Armin Kogler, österrikisk backhoppare.
- 9 september – Eric Serra, fransk tonsättare.
- 12 september
  - Ben Chandler, amerikansk demokratisk politiker.
  - Sigmar Gabriel, tysk socialdemokratisk politiker, partiledare för SPD.
- 14 september – Morten Harket, norsk popmusiker i gruppen A-ha.
- 15 september – Mark Kirk, amerikansk republikansk politiker.
- 16 september
  - Vicki Blue, amerikansk musiker, gitarrist i The Runaways.
  - Eric Massa, amerikansk politiker.
- 22 september – Michael I, amerikansk motpåve.
- 23 september – Jason Alexander, amerikansk skådespelare.
- 25 september – Mina Azarian, svensk skådespelare.

### Fjärde kvartalet

#### Oktober
- 3 oktober – Fred Couples, amerikansk golfspelare.
- 4 oktober
  - Sandy Marton, kroatisk sångare och låtskrivare.
  - Chris Lowe, brittisk musiker, medlem i Pet Shop Boys.
- 6 oktober
  - Peter Eriksson, svensk ryttare.
  - Brian Higgins, amerikansk demokratisk politiker.
- 7 oktober
  - Dylan Baker, amerikansk skådespelare.
  - Nikos Dendias, grekisk politiker.
- 9 oktober
  - Al Jourgensen, ledare för industribandet Ministry.
  - Boris Nemtsov, rysk politiker
- 10 oktober – Bradley Whitford, amerikansk skådespelare.
- 11 oktober – Bob Inglis, amerikansk republikansk politiker.
- 13 oktober – Marie Osmond, amerikansk sångerska.
- 15 oktober
  - Sarah, hertiginna av York (Sarah Ferguson, Fergie) prins Andrews fru 1986–1998.
  - Ove Sellberg, svensk golfspelare.
  - Todd Solondz, amerikansk regissör.
- 16 oktober
  - Kevin Brennan, brittisk parlamentsledamot för Labour.
  - John Whittingdale, brittisk parlamentsledamot för Conservative.
- 21 oktober – Ken Watanabe, japansk skådespelare.
- 23 oktober
  - "Weird Al" Yankovic, amerikansk musiker, satiriker och tv-producent.
  - Ikang Fawzi, indonesisk skådespelare.
- 25 oktober – Mikael Odhag, svensk skådespelare.
- 26 oktober – Evo Morales, boliviansk politiker, president 2006–2010.
- 29 oktober – Mike Gartner, kanadensisk ishockeyspelare.
- 30 oktober – Glenn Hysén, svensk fotbollsspelare.
- 31 oktober
  - Mats Näslund, svensk ishockeyspelare.
  - Neal Stephenson, amerikansk science fiction-författare.
  - Michael DeLorenzo, amerikansk skådespelare.

#### November
- 1 november – Majed Abdullah, saudisk fotbollsspelare.
- 3 november – Timothy Patrick Murphy, amerikansk skådespelare.
- 5 november – Bryan Adams, kanadensisk rocksångare, gitarrist och låtskrivare.
- 6 november – David Davis, amerikansk republikansk politiker.
- 10 november – Mackenzie Phillips, amerikansk skådespelare.
- 13 november
  - Lene Hau, dansk fysiker.
  - Hari Kostov, makedonsk politiker.
  - Caroline Goodall, brittisk skådespelare.
- 16 november – Corey Pavin, amerikansk golfspelare.
- 17 november – William R. Moses, amerikansk skådespelare.
- 18 november – Karla Faye Tucker, amerikanska avrättad i Texas den 3 februari 1998.
- 19 november – Jo Bonner, amerikansk republikansk politiker, kongressledamot 2003–2013.
- 20 november
  - Jackie Fox, amerikansk musiker, gitarrist i The Runaways.
  - Jim McGovern, amerikansk demokratisk politiker, kongressledamot 1997–.
- 22 november – Michalis Koutsogiannakis, grekiskfödd svensk skådespelare.
- 23 november – Dominique Dunne, amerikansk skådespelare.
- 24 november – Anil Kapoor, indisk skådespelare.
- 25 november – Charles Kennedy, brittisk politiker, partiledare för Liberal Democrats 1999–2006.
- 29 november – Richard Ewen Borcherds, brittisk matematiker.
- 30 november – Cherie Currie, amerikansk sångerska, medlem i The Runaways.

#### December
- 6 december – Satoru Iwata, japansk spelprogrammerare och företagsledare, VD för Nintendo 2002–2015.
- 8 december – Paul Rutherford, brittisk sångare, låtskrivare, musiker och dansare, medlem i gruppen Frankie Goes To Hollywood.
- 11 december – Phil Woolas, brittisk parlamentsledamot för Labour från 1997.
- 16 december – Malte Forssell, svensk filmproducent och inspelningsledare.
- 25 december – Michael P. Anderson, amerikansk astronaut.
- 27 december – Alice Åström, svensk politiker (vänsterpartist), riksdagsledamot från 1994.
- 28 december – Katarina Ewerlöf, svensk skådespelare.
- 29 december – Patricia Clarkson, amerikansk skådespelare.
- 31 december – Val Kilmer, amerikansk skådespelare.

## Avlidna

### Första kvartalet

#### Januari
- 5 januari – Davis Elkins, 82, amerikansk republikansk politiker, bankman och industriman, senator 1911 och 1919–1925.
- 21 januari – Cecil B. DeMille, 77, amerikansk filmregissör och producent.
- 23 januari – Allan Bohlin, 51, svensk skådespelare.

#### Februari
- 2 februari – Tulli Sjöblom, 36, svensk skådespelare.
- 3 februari
  - The Big Bopper, eg. Jiles Perry Richardson, Jr., 28, amerikansk rockmusiker och låtskrivare.
  - Buddy Holly, 22, amerikansk rockmusiker och låtskrivare.
  - Ritchie Valens, 17, amerikansk rockmusiker och låtskrivare.
- 7 februari – Daniel Malan, 84, sydafrikansk politiker.
- 20 februari – Otto Bartning, 75, tysk arkitekt.
- 28 februari – Maxwell Anderson, 70, amerikansk dramatiker och författare.

#### Mars
- 3 mars – Lou Costello, 52, amerikansk skådespelare och komiker.
- 6 mars – Sven Miliander, 64, svensk skådespelare.
- 8 mars – Olle Hjortzberg, 86, svensk konstnär.
- 11 mars – Otis F. Glenn, 79, amerikansk republikansk politiker, senator 1928–1933.
- 15 mars – Lester Young, 49, amerikansk jazzmusiker, tenorsax.
- 26 mars – Raymond Chandler, 70, amerikansk författare.
- 27 mars – Jalmari Parikka, 67, finländsk skådespelare.
- 29 mars – Sara Wennerberg-Reuter, 84, svensk kompositör.

### Andra kvartalet

#### April
- 2 april – Benjamin Christensen, 79, dansk filmregissör.
- 9 april – Frank Lloyd Wright, 91, amerikansk arkitekt.
- 12 april – Sven Lönborg, 88, svensk filosof och pedagog.
- 17 april – Dagmar Hansen, 87, dansk varietéartist.
- 27 april – Yngve Brilioth, 67, svensk ärkebiskop 1950–1958.

#### Maj
- 13 maj – Sten Lindgren, 55, svensk skådespelare.
- 14 maj – Sidney Bechet, 62, amerikansk jazzmusiker, sopransax.
- 20 maj – Cyrillus Johansson, 74, svensk arkitekt.
- 21 maj – Kerttu Mustonen, 68, finländsk sångtextförfattare.
- 24 maj
  - Emmy Albiin, 85, svensk skådespelare.
  - John Foster Dulles, 71, amerikansk politiker, utrikesminister 1953–1959.

#### Juni
- 12 juni – Jerzy Świrski, 77, polsk militär.
- 16 juni – George Reeves, 45, amerikansk skådespelare.
- 18 juni – Ethel Barrymore, 79, amerikansk skådespelare.
- 22 juni – Karl Jäger, 70, tysk SS-officer; SS-Standartenführer.
- 23 juni
  - Cesare Maria De Vecchi, 74, italiensk militär och politiker.
  - Boris Vian, 39, fransk ingenjör, författare och jazztrumpetare.

### Tredje kvartalet

#### Juli
- 6 juli – George Grosz, 65, tysk konstnär.
- 10 juli – Marcel Van, 31, vietnamesisk redemptorist.
- 14 juli – Grock (eg. Adriano Wettach), 79, schweizisk clown.
- 15 juli – Ernest Bloch, 78, schweizisk-amerikansk tonsättare.
- 17 juli – Billie Holiday, 44, amerikansk jazzsångerska.

#### Augusti
- 6 augusti – Preston Sturges, 60, amerikansk manusförfattare och filmregissör.
- 8 augusti – Harry Roeck-Hansen, 68, svensk skådespelare och teaterdirektör.
- 11 augusti – John Bergvall, 66, svensk politiker.
- 20 augusti – William Halsey, 76, amerikansk amiral.
- 28 augusti – Bohuslav Martinů, 68, tjeckoslovakisk kompositör.

#### September
- 6 september – Kay Kendall, 32, brittisk skådespelare.
- 22 september – William Edmund Ironside, 79, brittisk fältmarskalk.
- 24 september – James Allred, 60, amerikansk demokratisk politiker och jurist, guvernör i Texas 1935–1939.
- 27 september – Gösta Nordenswan, 72, finländsk elektroingenjör och industriman.
- 28 september
  - Alvar Kraft, 58, svensk kompositör, arrangör av filmmusik.
  - Rudolf Caracciola, 58, tysk racerförare.

### Tredje kvartalet

#### Oktober
- 1 oktober – Enrico De Nicola, 81, italienska republikens första president.
- 4 oktober – A. Filip Liljeholm, 75, svensk språkforskare, lärare och medeltidshistoriker.
- 7 oktober – Mario Lanza, 38, amerikansk-italiensk operasångare.
- 14 oktober – Errol Flynn, 50, australisk-amerikansk skådespelare.
- 16 oktober – George C. Marshall, 78, amerikansk militär och politiker, utrikesminister 1947–1949, mottagare av Nobels fredspris.
- 26 oktober – Ludwig Heilmann, 56, tysk militär.
- 28 oktober – Camilo Cienfuegos, 27, kubansk revolutionär.
- 30 oktober – Hill McAlister, 84, amerikansk demokratisk politiker, guvernör i Tennessee 1933–1937.

#### November
- 17 november – Heitor Villa-Lobos, 72, brasiliansk tonsättare.
- 18 november – Douglas Håge, 61, svensk skådespelare.
- 22 november
  - Molla Mallory, 75, norsk tennisspelare.
  - Erik Palmstierna, 82, svensk utrikesminister 1920.

#### December
- 3 december – Hubert S. Ellis, 72, amerikansk republikansk politiker, kongressledamot 1943–1949.
- 13 december – Ingrid Vang Nyman, 43, dansk illustratör.
- 21 december – Svasse Bergqvist, 72, svensk revyförfattare.
- 23 december – Edward Wood, 1:e earl av Halifax, 78, brittisk politiker, utrikesminister 1938–1940.
- 28 december – Ante Pavelić, 70, kroatisk politiker, grundare av den ultranationalistiska och fascistiska Ustaša-rörelsen.

## Nobelpris[13]
- Fysik
  - Emilio Segré, USA
  - Owen Chamberlain, USA
- Kemi – Jaroslav Heyrovsky, Tjeckoslovakien
- Medicin
  - Severo Ochoa, USA
  - Arthur Kornberg, USA
- Litteratur – Salvatore Quasimodo, Italien
- Fred – Philip Noel-Baker, Storbritannien

### Fotnoter
1. 1 2 3 4 5 6  100 år med Aftonbladet – 1959, 1999
2. 1 2 3 4 5 6 7 8  Faktakalendern 2000 – 1959 (Utlandet) , Semic, 1999
3. 1 2 3 4 5 6 7 8 9 10 11 12 13  20:e århundrades När Var Hur – 1959, Bernt Himmelstedt, Forum, 1999
4. 1 2 3 4 5 6 7 8 9  Hundra år i Sverige – 1959, Hans Dahlberg, Albert Bonniers, 1999
5. 1 2 3  Faktakalendern 1996, Semic, 1995
6. 1 2 3 4  Faktakalendern 2006, Semic, 2005
7. 1 2  Sverige 1900-talet – 1959, NE, Bra Böcker, 2000
8. ↑  ”The massacre of Turkmens in Kerkuk on 14th July 1959. « EUROPE TURKMEN FRIENDSHIPS”. http://merryabla64.wordpress.com/2009/07/13/the-massacre-of-turkmens-in-kerkuk-on-14th-july-1959/.
9. 1 2  Sverige 1900-talet – Hundra år av lönsamhet, NE, Bra Böcker, 2000
10. ↑  Om V5 AB Trav och galopp
11. ↑  ”USA:s militära insatser i utlandet”. Arkiverad från originalet den 12 oktober 2011. https://www.webcitation.org/62NCLaa95?url=http://www.history.navy.mil/library/online/forces.htm.
12. ↑  Sverige 1900-talet – Med flyttlass till folkhemmet, NE, Bra Böcker, 2000
13. ↑  ”Nobelpriset”. https://www.nobelprize.org/prizes/lists/all-nobel-prizes/. Läst 10 april 2011.